# Bandera d'Ulldemolins
La bandera oficial d'Ulldemolins és un dels símbols oficials d'aquest municipi i té la següent descripció:
Bandera apaïsada, de proporcions dos d'alt per tres de llarg, groga, amb un pal negre de gruix 7/27 de la llargària del drap a l'asta, i amb la mola de molí verd fosc amb l'ull blanc d'iris negre de l'escut, de diàmetre 1/3 de la mateixa llargària, centrada en relació amb les vores superior i inferior i posada a 11/54 de la del vol.

## Història

Escut d'armes de la casa dels Entença

L'Ajuntament va acordar en ple iniciar l'expedient d'adopció de la bandera el dia 28 de gener de 2016. Després dels tràmits reglamentaris, la bandera es va aprovar el 6 de juliol de 2017 i fou publicada al DOGC número 7.412 de 14 de juliol de 2017.
La bandera consisteix en una transposició de l'escut heràldic municipal. D'aquesta manera, incorpora els colors de l'escut de la casa dels Entença, ja que Ulldemolins pertanyia a la seva baronia, juntament amb una roda de molí amb un ull a enlloc de la nadilla, element que fa referència al nom del poble i que s'utilitza com a senyal del municipi almenys des del segle xvi.